# Gerontechnologia
Gerontechnologia (lub gerotechnologia) jest interdyscyplinarnym środowiskiem akademickim i zawodowym, łączącym gerontologię i technologię (w tym nauki techniczne). Zrównoważony rozwój starzejącego się społeczeństwa zależy od skuteczności ludzi w tworzeniu środowisk technologicznych, w tym technologii asystujących i projektowania uniwersalnego wspierających innowacyjne i niezależne życie oraz społeczne uczestnictwo osób starszych w dobrym zdrowiu, komforcie i bezpieczeństwie.
W skrócie, gerontechnologia dotyczy łączenia środowisk technologicznych z obszarami wspierania zdrowia, warunków zamieszkania, mobilności, komunikacji, rekreacji i twórczości ludzi starszych. Wyniki badań są podstawą pracy projektantów, konstruktorów, inżynierów, producentów i pracowników medycznych (z obszarów takich jak np. pielęgniarstwo, medycyna, gerontologia, geriatria, ochrona środowiska, psychologia, psychologia rozwojowa) celem zapewnienia optymalnych środowisk do życia dla wielu grup wiekowych.
Ogólne ramy gerontechnologii są opisywane jako macierz dziedzin ludzkiej działalności (zdrowie i poczucie własnej wartości, mieszkalnictwo i czynności życia codziennego, komunikacja i zarządzanie, mobilność i transport, praca i wypoczynek) oraz interwencji technologicznych lub poziomów oddziaływania (usprawnienia i poprawa satysfakcji, profilaktyka i zaangażowanie, kompensacja i pomoc, organizacja opieki i troski). Wszystkie te elementy są uniwersalne i wdrażane w oparciu o prowadzone badania naukowe. Wyniki badań wspierają rozwój produktów i usług dla osób starszych i starzejących się wchodzących w skład srebrnej gospodarki.